# Gornji Prisjan
Gornji Prisjan (em cirílico: Горњи Присјан) é uma vila da Sérvia localizada no município de Vlasotince, pertencente ao distrito de Jablanica, na região de Vlasina. A sua população era de 159 habitantes segundo o censo de 2011.

## Demografia
| 1948 | 1953 | 1961 | 1971 | 1981 | 1991 | 2002 | 2011 |
| ---- | ---- | ---- | ---- | ---- | ---- | ---- | ---- |
| 942  | 923  | 840  | 722  | 561  | 404  | 270  | 159  |